# Волтер Дикс
Волтер Дикс (енгл. Walter Dix; Корал Спрингс, 31. јануар 1986) је амерички спринтер, који се специјализовао за трке на 100 метара и 200 метара. Он је тренутно седми најбржи тркач на 200 метара свих времена резултатом од 19,69 секунди, а на 100 метара има резултат испод границе од 10 секунди 9,91 секунда.
На почетку каријере такмичио се и у скоку удаљ. Дикс је био веома успешан аматерски спортиста који је 2005. резултатом 10,06 секунди поставио амерички јуниорски рекорд на 100 метара. На првенству САД у 2005. победио је на 100 метара у дворани, 2006. у дворани и на отвореном на 200 м, 2007. 100 и 200, а 2008. на 200 метара.
Године 2008. у квалификационим тркама америчких спринтера за одлазак на Олимпијске игре у Пекингу, победио је на 200 метара и освојио друго место на 100 метара. На играма је у обе дисциплине освојио бронзане медаље.
Волтер Дикс је студирао на Државном универзитету Флориде. Висок је 1,75 м и тежак 86 кг. 

## Лични рекорди
На отвореном
- 100 метара — 	9,88 ветар 1,0 — Нотвил — 8. август 2010.
- 200 метара — 19,69 ветар 0,9 	Гејнзвил — 26. мај 2007.
- Скок удаљ — 7,39 ветар -1,5 Гејнзвил — 26. март 2004.

У дворани
- 55 метара — 6,19 — Гејнзвил — 	13/01/2007
- 60 метара - 6,58 — Албукерки —	28/02/2010
- 200 метара - 20,27 —	Фајетвил — 10. март 2006.
- Скок удаљ — 7,31 —	Џонсон Сити — 22. јануар 2005.